# Belcourt (Dakota du Nord)
Pour les articles homonymes, voir Belcourt (homonymie).
Belcourt est une census-designated place située dans le comté de Rolette, dans l’État du Dakota du Nord, aux États-Unis. Lors du recensement de 2010, sa population s’élevait à 2 078 habitants, ce qui en fait la localité la plus peuplée du comté. Belcourt n’est pas incorporée.
Belcourt est le siège de la réserve indienne de Turtle Mountain.

## Histoire
Belcourt a été nommée en hommage au missionnaire Georges-Antoine Belcourt.

## Démographie
| Groupe            | Belcourt | Dakota du Nord | États-Unis |
| ----------------- | -------- | -------------- | ---------- |
| Amérindiens       | 95,8     | 5,4            | 0,9        |
| Blancs            | 2,7      | 90,0           | 72,4       |
| Métis             | 1,1      | 1,8            | 2,9        |
| Autres            | 0,4      | 2,8            | 23,8       |
| Total             | 100      | 100            | 100        |
|                   |          |                |            |
| Latino-Américains | 1,4      | 2,0            | 16,7       |

En 2010, la population amérindienne est presque entièrement composée d'Ojibwés.
Selon l'American Community Survey, pour la période 2011-2015, 98,18 % de la population âgée de plus de 5 ans déclare parler anglais à la maison, alors que 1,82 % déclare parler le chippewa.
| 1980  | 1990  | 2000  | 2010  | - | - |
| ----- | ----- | ----- | ----- | - | - |
| 1 803 | 2 458 | 2 440 | 2 078 | - | - |

## Source
- (en) Cet article est partiellement ou en totalité issu de l’article de Wikipédia en anglais intitulé « Belcourt, North Dakota » (voir la liste des auteurs).

1. ↑  (en) « Population of North Dakota - Census 2010 and 2000 », sur censusviewer.com.
2. ↑  (en) « Belcourt, ND Population - Census 2010 and 2000 », sur censusviewer.com.
3. ↑  (en) « Race Reporting for the American Indian and Alaska Native Population by Selected Tribes: 2010 », sur factfinder.census.gov (consulté le 30 novembre 2018).
4. ↑  (en) « Language spoken at home by ability to speak English for the population 5 years and over », sur factfinder.census.gov.
5. ↑  (en) « Statistiques des États-Unis - Dakota du nord - Profils des comtés de 2010 » (consulté en juin 2021)